# ماکسیم گروسه
ماکسیم گروسه (فرانسوی: Maxime Grousset‎؛ زادهٔ ۲۴ آوریل ۱۹۹۹) شناگر اهل فرانسه است.
وی در مسابقات کشوری و بین‌المللی در مجموع برندهٔ ۵ مدال طلا، ۶ مدال نقره، ۱۰ مدال برنز شده است.